# Castelvetro di Modena
Castelvetro di Modena is een gemeente in de Italiaanse provincie Modena (regio Emilia-Romagna) en telt 10.278 inwoners (31-12-2004). De oppervlakte bedraagt 49,7 km², de bevolkingsdichtheid is 195 inwoners per km².

## Demografie
Castelvetro di Modena telt ongeveer 3950 huishoudens. Het aantal inwoners steeg in de periode 1991-2001 met 18,7% volgens cijfers uit de tienjaarlijkse volkstellingen van ISTAT.
| Jaar | Inwoneraantal |
| ---- | ------------- |
| 1991 | 8081          |
| 2001 | 9589          |

## Geografie
Castelvetro di Modena grenst aan de volgende gemeenten: Castelnuovo Rangone, Formigine, Maranello, Marano sul Panaro, Spilamberto, Vignola.
Bastiglia · Bomporto · Campogalliano · Camposanto · Carpi · Castelfranco Emilia · Castelnuovo Rangone · Castelvetro di Modena · Cavezzo · Concordia sulla Secchia · Fanano · Finale Emilia · Fiorano Modenese · Fiumalbo · Formigine · Frassinoro · Guiglia · Lama Mocogno · Maranello · Marano sul Panaro · Medolla · Mirandola · Modena · Montecreto · Montefiorino · Montese · Nonantola · Novi di Modena · Palagano · Pavullo nel Frignano · Pievepelago · Polinago · Prignano sulla Secchia · Ravarino · Riolunato · San Cesario sul Panaro · San Felice sul Panaro · San Possidonio · San Prospero · Sassuolo · Savignano sul Panaro · Serramazzoni · Sestola · Soliera · Spilamberto · Vignola · Zocca
- Bibliothèque nationale de France: cb12211449p (data)
- Gemeinsame Normdatei: 4638714-6
- Library of Congress Control Number: n81001651
- Nationale Bibliotheek van Israël: 987007566738005171
- Virtual International Authority File: 154774559
- WorldCat: E39PBJvt7DcCvcTyp9cMkyGvHC